# Ajjenahalli, Koratagere
Ajjenahalli là một làng thuộc tehsil Koratagere, huyện Tumkur, bang Karnataka, Ấn Độ.